# Anton Stres
Anton Stres CM (ur. 15 grudnia 1942 w Donačkiej Gorze) – słoweński duchowny katolicki, arcybiskup Lublany w latach 2009–2013, przewodniczący episkopatu w latach 2010–2013.

## Życiorys
W 1963 rozpoczął studia teologiczne na Uniwersytecie Lublańskim, zaś w 1966 w Instytucie Katolickim w Paryżu. Na obu uczelniach uzyskał kolejno tytuł doktora teologii (1974) oraz doktora filozofii (1984).
28 marca 1967 złożył śluby zakonne w zgromadzeniu lazarystów. Święcenia kapłańskie przyjął 20 kwietnia 1968. Przez większość życia kapłańskiego pracował na Wydziale Teologii Uniwersytetu Lublańskiego, a w latach 1999–2000 był jego dziekanem. Ponadto pracował m.in. jako wizytator prowincjalny swego zgromadzenia (1988–1997). W latach 1985–2010 był przewodniczącym Komisji Sprawiedliwości i Pokoju Konferencji Episkopatu Słowenii.

### Episkopat
13 maja 2000 został mianowany biskupem pomocniczym diecezji Maribor, ze stolicą tytularną Poetovium. Sakry biskupiej udzielił mu 24 czerwca 2000 arcybiskup Franc Kramberger.
7 kwietnia 2006 został mianowany pierwszym ordynariuszem nowo-powstałej diecezji Celje.
31 stycznia 2009 Benedykt XVI mianował go arcybiskupem koadiutorem Lublany. Pełnię rządów w diecezji objął 28 listopada 2009 po przejściu na emeryturę abp Alojza Urana. Rok później został przewodniczącym Konferencji Episkopatu Słowenii.
Po bankructwie archidiecezji Maribor wziął na siebie winę za nieudane inwestycje finansowe które doprowadziły do zadłużenia archidiecezji na 800 milionów euro. 31 lipca 2013 papież Franciszek przyjął jego rezygnację z pełnionego urzędu zgodnie z kanonem 401 § 2 Kodeksu Prawa Kanonicznego. W tym samym dniu abp Stres złożył rezygnację z funkcji przewodniczącego Konferencji Episkopatu.